# Alfred Dick
Alfred D. "Alfie" Dick – nauruański polityk, były członek parlamentu (reprezentant okręgu wyborczego Yaren); były konsul Republiki Nauru w Republice Chińskiej.